# Zórkine
Zórkine (en (ucraïnès): Зоркіне) és un poble de la República Autònoma de Crimea a Ucraïna, que el 2014 tenia 1.099 habitants. Pertany al districte de Nijnegorski. Fins al 1945 la vila es deia Dulat.